# Pablo Lavandeira
 Pablo Damián Lavandeira Hernández (Montevideo, 11 de mayo de 1990) es un futbolista uruguayo nacionalizado peruano. Juega como extremo y su equipo actual es el Alianza Lima de la Liga 1 de Perú.

## Trayectoria
Jugador formado por Peñarol debutando luego con el Tacuarembó el 8 de marzo de 2008.

### Progreso
En 2009 jugó en Progreso y anotó ocho tantos al igual que Rodrigo Villafuerte. Una de sus mejores temporadas la vivió con Huracán Fútbol Club, club con el que anotó 8 goles.
Luego de su gran paso por Huracán, a mediados del 2011 volvió a la Primera División de Uruguay para jugar por Cerro Largo, club que acababa de ascender. Jugó al lado del portero uruguayo Martín Campaña. Jugó 13 partidos en el club, dejando una buena impresión.
Después de su buen semestre, fue pretendido por varios equipos del extranjero, concretándose su llegada a Chile. Llegó a Deportes Antofagasta por todo un año. Jugó al lado de su compatriota Claudio Rivero, sin embargo, no tuvo la continuidad deseada.
A mediados del 2013 vuelve a Progreso descendiendo de categoría. Luego de su descenso se marchó al Montevideo Wanderers por 6 meses. Jugó la Copa Sudamericana 2013 con el dorsal 9. Su segunda experiencia en el extranjero se dio en Atlético San Luis de México. Jugó 6 partidos y anotó un gol.

### UTC
En 2015 firmó con el UTC. Se convirtió en el segundo máximo goleador detrás de Víctor Rossel al anotar 7 goles. Fue una de las principales figuras del equipo. Se hizo conocido luego de un altercado con Luis Trujillo, luego de que Alianza Lima cayera goleado en Cajamarca 3-0, una rabona desató la ira de los jugadores blanquiazules.

### Deportivo Municipal
En el 2016 hace una buena campaña con el Club Centro Deportivo Municipal logrando la histórica clasificación a la Copa Libertadores 2017. Logró anotar 9 goles en su mejor temporada.

### Sport Rosario
El 2017 ficha por los huaracinos clasificándose a la Copa Sudamericana 2019.

### Deportivo Municipal
A mitad del 2017 vuelve al club edil iniciando su segundo ciclo.

### Universitario de Deportes
A mitad del 2018 se une al Club Universitario de Deportes de Perú hasta diciembre del 2019. A pesar de que aún tenía contrato con Deportivo Municipal, ayudó económicamente para su salida del club edil, para luego confesar su gran anhelo de vestir la camiseta de Universitario de Deportes. Su primer gol en el 2019 fue ante el clásico rival Alianza Lima en un encuentro que terminó 3-2 a favor del club merengue. Luego de un año y medio en el club crema, no se le renueva contrato debido a un tema de cupo de extranjeros.

### Audax Italiano
Para la temporada 2020, Pablo fue contratado por Audax Italiano de la primera división chilena. En su debut ante Cobresal, el uruguayo logró anotar el cuarto gol de su equipo a los 72 minutos luego de una asistencia de Rodrigo Holgado. Este gol sería el primero de los 3 que realizó vistiendo la camiseta de los audinos, el segundo fue ante Deportivo Antofagasta a los 90 minutos, mientras que su última anotación fue a Universidad de Chile tras recibir la asistencia de Jorge Henríquez.

### Ayacucho FC
Pablo regresó al futbol peruano para jugar por Ayacucho FC. Con los zorros disputó 26 partidos y logró anotar 10 veces, siendo su segunda mejor temporada en cuanto a goles.

### Alianza Lima
En diciembre de 2021, Lavandeira es anunciado como nuevo jugador de Alianza Lima, en un inicio se le criticó su pasado en el clásico rival, Universitario, pero con su rendimiento logró ser uno de los futbolistas más influyentes, anotando 13 goles y dando 13 asistencias. En la final de la Liga 1 2022 ante Melgar, aprovechó un centro y anotó de cabeza dentro del área para poner el 2-0 final que serviría para conseguir el bicampeonato nacional.

## Selección nacional
Jugó por Uruguay en el Campeonato Sudamericano de Fútbol Sub-15 de 2005 realizado en Bolivia, además jugó en el Campeonato Sudamericano de Fútbol Sub-17 de 2007.

## Clubes
| Club                       | País    | Año       | Partidos | Goles | Asist. |
| -------------------------- | ------- | --------- | -------- | ----- | ------ |
| Tacuarembó                 | Uruguay | 2008-2009 | 14       | 1     | -      |
| Progreso                   | Uruguay | 2009-2010 | -        | -     | -      |
| Huracán FC                 | Uruguay | 2010-2011 | 20       | 8     | -      |
| Cerro Largo                | Uruguay | 2011      | 13       | 0     | 1      |
| Deportes Antofagasta       | Chile   | 2012      | 12       | 0     | 0      |
| Progreso                   | Uruguay | 2013      | 11       | 0     | 2      |
| Montevideo Wanderers       | Uruguay | 2013      | 11       | 0     | 0      |
| Atlético San Luis          | México  | 2014      | 16       | 1     | 2      |
| Villa Teresa               | Uruguay | 2014      | 11       | 4     | 2      |
| Univ. Técnica de Cajamarca | Perú    | 2015      | 39       | 7     | 4      |
| Deportivo Municipal        | Perú    | 2016      | 46       | 9     | 4      |
| Sport Rosario              | Perú    | 2017      | 25       | 5     | 9      |
| Deportivo Municipal        | Perú    | 2017-2018 | 28       | 7     | 5      |
| Universitario de Deportes  | Perú    | 2018-2019 | 33       | 4     | 2      |
| Audax Italiano             | Chile   | 2020      | 19       | 3     | 2      |
| Ayacucho FC                | Perú    | 2021      | 26       | 10    | 7      |
| Alianza Lima               | Perú    | 2022-2023 | 61       | 14    | 13     |
| FBC Melgar                 | Perú    | 2023-2024 | 38       | 8     | 6      |
| Alianza Lima               | Perú    | 2025      | 9        | 1     | 0      |

### Participaciones internacionales
| Torneo                 | Club                 | País    | Resultado      |
| ---------------------- | -------------------- | ------- | -------------- |
| Copa Sudamericana 2013 | Montevideo Wanderers | Uruguay | Primera fase   |
| Copa Sudamericana 2016 | Deportivo Municipal  | Perú    | Primera fase   |
| Copa Sudamericana 2020 | Audax Italiano       | Chile   | Segunda fase   |
| Copa Libertadores 2021 | Ayacucho FC          | Perú    | Fase previa 2  |
| Copa Libertadores 2022 | Alianza Lima         | Perú    | Fase de grupos |
| Copa Libertadores 2023 | Alianza Lima         | Perú    | Fase de grupos |
| Copa Libertadores 2024 | FBC Melgar           | Perú    | Fase previa 1  |

## Palmarés

### Torneos nacionales
| Título          | Equipo       | País | Año  |
| --------------- | ------------ | ---- | ---- |
| Torneo Clausura | Alianza Lima | Perú | 2022 |
| Liga 1          | Alianza Lima | Perú | 2022 |
| Torneo Apertura | Alianza Lima | Perú | 2023 |

### Distinciones individuales
| Distinción                                                      | Año  |
| --------------------------------------------------------------- | ---- |
| Mejor once de la Liga 1 según la SAFAP                          | 2021 |
| Equipo ideal del Torneo de Verano de Perú (según DeChalaca.com) | 2017 |
| Máximo asistidor de la Primera División del Perú                | 2022 |